# Zeuxippus
Zeuxippus Thorell, 1891 è un genere di ragni appartenente alla famiglia Salticidae.

## Caratteristiche
Genere molto simile per varie peculiarità a Rhene.
L'opistosoma di Zeuxippus è allungato e più slanciato in confronto a quello di Rhene, mentre il primo paio di zampe è più spesso rispetto alle altre.

## Distribuzione
Le quattro specie oggi note di questo genere sono diffuse in Asia orientale e meridionale; in particolare:
- India (con un solo endemismo, Z. histrio);
- Bangladesh e Vietnam (dove sono stati rinvenuti esemplari di Z. pallidus);
- Birmania e Cina (proprio nello Yunnan sono stati reperiti esemplari di Z. yunnanensis nel 1995)[2].

## Tassonomia
A maggio 2010, si compone di quattro specie:
- Zeuxippus atellanus Thorell, 1895 — Birmania
- Zeuxippus histrio Thorell, 1891[3] — India
- Zeuxippus pallidus Thorell, 1895 — Bangladesh, Birmania, Cina, Vietnam
- Zeuxippus yunnanensis Peng & Xie, 1995 — Cina